# Guarigione del cieco nato

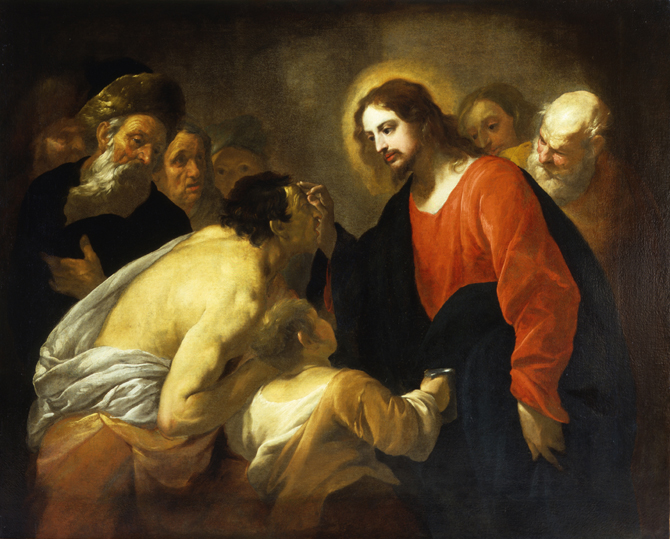
Guarigione del cieco nato (Orazio De Ferrari)

La guarigione del cieco nato è uno dei miracoli attribuiti a Gesù, contenuto nel solo Vangelo secondo Giovanni (9,1-41). La fonte di questo miracolo sarebbe, secondo alcuni, il cosiddetto Vangelo dei segni.

## Racconto del miracolo
Vedendo un cieco tale fino dalla nascita, i discepoli chiedono a Gesù se è per colpa sua o per colpa dei suoi genitori che egli è in quella situazione. Gesù risponde: 

Viene poi descritto propriamente il miracolo: 
A questo punto vengono raccontate tutte le reazioni al miracolo:
- la gente: dimostra curiosità e meraviglia al fatto accaduto;[3]
- i farisei: non vogliono credere al miracolo perché è stato fatto in giorno di sabato e, secondo la loro interpretazione della Legge, non dovevano essere compiuti miracoli di sabato;[4]
- i genitori del cieco: per paura si dichiarano estranei al miracolo e dicono di non sapere come sia avvenuto;[5]
- il cieco guarito: continua a sostenere che Gesù ha compiuto il miracolo;[6] dopo che è stato allontanato dai farisei[7] esprime la sua fede in Gesù: « Egli disse: Io credo, Signore!. E gli si prostrò innanzi. »   ( Giovanni 9,38, su laparola.net.)

Da ultimo Gesù trae la sua conclusione: 

## Caratteristiche
Il Vangelo secondo Giovanni dedica un intero capitolo a questo miracolo. Raccontando il miracolo ne vengono analizzati tutti i particolari: antefatti, reazioni dei presenti, conseguenze circa i vari personaggi che intervengono.
Questo brano richiama il cammino dei catecumeni, il passaggio dalla cecità a vedere con occhi nuovi. Per sette volte ritorna la domanda "Come ti sono stati aperti gli occhi?". Il brano, carico di simbolismi, nella Chiesa cattolica, viene proclamato nella IV domenica di Quaresima.
Era credenza ebraica che una persona con disabilità si trovasse in tale situazione per colpa di un peccato proprio o dei propri parenti. Gesù si dichiara contrario a tale pensiero.
I farisei avevano la possibilità di espellere dalla sinagoga: questo significava che l'espulso non poteva più entrare nella sinagoga il giorno di sabato ed era considerato come scomunicato. In questo brano colui che era stato cieco viene cacciato fuori.